# Il campanello di notte
Versions successives
- 1836 : farsa en 1 acte, Naples, Teatro Nuovo
- 1837 : operina buffa en 1 acte, Naples, Teatro del Fondo

Personnages
- Serafina, future épouse (soprano)
- Don Annibale Pistacchio, apothicaire (basse)
- Enrico, cousin de Serafina (baryton)
- Madama Rosa, mère de Serafina (mezzo-soprano)
- Spiridione, préparateur de Don Annibale (ténor)

Airs
- « Bela cosa, amici cari » (Annibale) – Scène 2
- « Non fuggir » (Enrico, Serafina) – Scène 5
- « Ho una bella » (Enrico, Annibale) – Scène 11
- « La povera Anastasia » (Enrico) – Scène 13
- « Da me lungi ancor vivendo » (Serafina) – Scène 14

Il campanello ou Il campanello di notte (La Sonnette de nuit), ou encore Il campanello dello speziale (La Sonnette de l'apothicaire) est un opéra-bouffe en un acte, musique et livret de Gaetano Donizetti, représenté pour la première fois au Teatro Nuovo de Naples le 1er juin 1836.

## Histoire
La composition de cet ouvrage comique intervient dans une période particulièrement douloureuse de la vie de Donizetti qui vient de perdre sa mère, après son père, et dont la femme vient de donner naissance à un enfant mort-né, et dans des circonstances dramatiques puisqu'une épidémie de choléra dévaste Naples. Un confrère napolitain, Guillaume Louis Cottrau (1797-1847), lui adresse une comédie-vaudeville en un acte intitulée La Sonnette de nuit qui avait été donnée peu de temps auparavant, le 27 novembre, au Théâtre de la Gaîté à Paris par Léon-Lévy Brunswick et Mathieu Barthélemy Troin. Désœuvré – il n'a pas encore signé avec la Fenice le contrat de Pia de' Tolomei – et sans doute quelque peu déprimé, Donizetti se met aussitôt au travail et produit sa partition en quelques jours.
L'ouvrage est donné au Teatro Nuovo le 1er juin, dès la réouverture des théâtres qui avaient été fermés pendant l'épidémie de choléra. La création fut un véritable triomphe, à tel point que Donizetti s'empressa de composer une nouvelle farsa en un acte, Betly. L'année suivante, à l'occasion d'une reprise de l'ouvrage au Teatro del Fondo de Naples, le compositeur transforma les dialogues parlés en récitatifs et abandonna le napolitain dans lequel – selon les conventions en vigueur au Teatro Nuovo – s'exprimait le personnage de don Annibale : ces modifications devaient permettre à l'opéra de faire carrière en dehors de Naples. De fait, il ne tarda pas à être donné un peu partout à l'étranger (à Saint-Pétersbourg en 1864, à Paris, pour l'inauguration des Fantaisies-Parisiennes le 2 décembre 1865, sous ce titre mais dans une traduction française de Jules Ruelle) avant de disparaître de la scène avant la fin du XIXe siècle. Mais son éclipse fut de plus courte durée que celle de nombre d'opéras du compositeur puisqu'il réapparut dès les années 1950 et fait depuis l'objet de reprises relativement fréquentes.

## Distribution
| Rôle                                                                                  | Type de voix  | Interprètes lors de la première le 1er juin 1836 |
| ------------------------------------------------------------------------------------- | ------------- | ------------------------------------------------ |
| Madama Rosa, madre Madame Rose, mère de Séraphine                                     | mezzo-soprano | N.N.                                             |
| Serafina, promessa sposa Séraphine, future épouse                                     | soprano       | Amalia Schültz-Oldosi                            |
| Enrico, cugino di Serafina Henri, cousin de Séraphine                                 | baryton       | Giorgio Ronconi                                  |
| Don Annibale Pistacchio, speziale Don Hannibal Pistache, apothicaire                  | basse         | Raffaele Casaccia                                |
| Spiridione, giovane di bottega di Don Annibale Spiridion, préparateur de Don Hannibal | ténor         | N.N.                                             |

## Argument
La scène se passe à Foria, faubourg de Naples.
L'apothicaire napolitain Don Annibale célèbre ses noces avec la jolie Serafina, mais il doit se dépêcher de consommer son mariage car il lui faut absolument se mettre en route pour Rome au petit matin. Enrico, que le livret présente comme le cousin de Serafina mais qui semble plutôt être son ancien amant, se promet de la reconquérir. Il porte un toast aux mariés avant de se faire chasser par Annibale. 
Les invités partis, Annibale, en chemise et bonnet de nuit, s'apprête à remplir son devoir conjugal quand la sonnette de nuit de sa boutique d'apothicaire retentit. Enrico paraît déguisé en jeune dandy français qui demande un médicament contre la fièvre. Pendant qu'Annibale prépare son remède, il déplace tous les meubles et éteint la lumière. 
À peine l'apothicaire a-t-il retrouvé son chemin que la sonnette se fait à nouveau entendre. Cette fois Enrico se fait passer pour un chanteur qui a perdu la voix alors qu'il doit jouer le lendemain dans un opéra intitulé Il campanello et qui insiste pour répéter son rôle dans la pharmacie.
Une fois qu'il est parti, Annibale trouve un billet qui le met en garde contre une terrible vengeance. Son serviteur, Spiridione, s'empresse d'installer un piège à base de pétards. La sonnette retentit encore et Enrico sous un nouveau déguisement débite la liste interminable des maladies de son épouse et des médicaments dont elle a besoin. Don Annibale parvient à l'éconduire enfin et se précipite vers la chambre nuptiale, mais, oubliant les pétards, il déclenche le piège et réveille toute la maisonnée.
Apparaît enfin Enrico, sans déguisement, qui vient rappeler à l'apothicaire que c'est l'heure de sa diligence. Don Annibale doit prendre congé de sa jeune épouse tandis qu'Enrico se promet de le remplacer en son absence.

## Analyse
D'une drôlerie irrésistible, la partition offre un rôle de premier ordre, celui d'Enrico, pour un baryton à l'aise dans le registre buffo. Donizetti pastiche des œuvres célèbres comme l'air du saule de l’Otello de Rossini, où les paroles « Assise au pied d'un saule... » deviennent dans la bouche d'Enrico  « Assise au pied d'un mûrier... » (Assisa a piè d'un gelso), et n'hésite pas à se pasticher lui-même, citant son Marino Faliero parmi les gags musicaux de la scène du chanteur d'opéra enroué. Le second duo entre Enrico et Don Annibale, sur un rythme échevelé dans la grande tradition des duos bouffe, tout comme l'amusante scène finale, méritent également d'être signalés.

## Discographie
| Année | Distribution (Serafina, Don Annibale, Enrico)         | Chef d'orchestre, Orchestre et chœur                          | Label                                         |
| ----- | ----------------------------------------------------- | ------------------------------------------------------------- | --------------------------------------------- |
| 1949  | Clara Scarangella, Sesto Bruscantini, Renato Capecchi | Alfredo Simonetto (ja), Chœur et Orchestre de la RAI de Turin | CD Audio : Archipel Records Ref. : ARPCD 0353 |

### Sources
- (fr) Piotr Kaminski, Mille et un opéras, Paris, Fayard, coll. Les indispensables de la musique, 2003